# Joseph Murphy (Esoteriker)
Joseph Murphy (* 20. Mai 1898 in Irland; † 15. Dezember 1981 in Laguna Hills, Kalifornien) war ein irischer Autor im Bereich der Neugeist-Bewegung, mit christlich-pantheistischem Hintergrund.

## Leben
Joseph Murphy wurde in einer religiösen, kinderreichen katholischen Familie geboren. Der Vater, der 99 Jahre alt wurde und im hohen Alter noch Französisch und Gälisch lehrte, war Schuldirektor in dem kleinen Ort Derrynard im Süden Irlands, wo Joseph Murphy aufwuchs.
Joseph Murphy wanderte 1922 in die Vereinigten Staaten  aus, wo er Jura, Philosophie und Religionswissenschaften studierte und den Doktorgrad erlangte.
Seit den 1940er Jahren verfasste er Zeitschriften-Artikel und Bücher (insgesamt 36) und wandte sich in regelmäßigen Rundfunksendungen (darunter eine tägliche Radio-, später auch Fernsehsendungen) an sein Publikum.
Mitte der 1940er Jahre ging er nach Los Angeles, wo er Ernest Holmes, den Gründer der Religious Science traf. 1946 wurde er von Holmes zum Minister der Religious Science ordiniert. Murphy war 28 Jahre lang Vorstand der Church of Divine Science in Los Angeles. Im Jahre 1947 war er Präsident des 32. Kongresses der INTA (International New Thought Alliance).
Als Autor trat er besonders in den 1960er Jahren hervor. Als sein Hauptwerk gilt Die Macht Ihres Unterbewusstseins (1962). 1976 ließ er sich in Laguna Hills, Kalifornien, nieder, wo er 1981 verstarb.

## Werk und wesentliche Aussagen
Innerhalb der Neugeist-Bewegung war er einer der wenigen Vertreter, die Seelenwanderung bzw. Reinkarnation ablehnten und die Auffassung vertraten, nach dem Tod sei der Mensch bzw. dessen Geist ewig in einer anderen Dimension.
Zentrale Aussage Murphys ist es, dass der Mensch mittels „wissenschaftlicher Gebete“ (Affirmationen, Autosuggestionen) Einfluss auf sein Unterbewusstsein nehmen könne, um das gesamte Leben in eine positive Richtung zu lenken. Zu berücksichtigen ist hierbei, dass der Begriff Unterbewusstsein von Murphy völlig anders gefasst wird als das Unbewusste von Sigmund Freud. Viele Thesen wurden von Émile Coué übernommen, die selbst wieder in populärwissenschaftlichen Theorien des 19. Jahrhunderts verwurzelt sind.
Murphys Werk Die Macht Ihres Unterbewusstseins erlebte mehr als 65 Auflagen. Seine Botschaft war: „Nicht das Unterbewusstsein hat die Macht, sondern wir haben die Macht. Wir können bewusst auf das Unbewusste einwirken. Wir kennen viele Aspekte dieser Macht: Sich selbst erfüllende Prophezeiungen, kreatives Träumen, autogenes Training, positives Denken...“ In dieser Reihe bewegt sich auch Murphy mit seinen Autosuggestionen. Er will mit seinem Werk Möglichkeiten vermitteln, auf das Unterbewusstsein Einfluss zu nehmen, um dadurch gelassener, zufriedener und erfolgreicher zu werden.

## Rezeption
Die Autoren Vera F. Birkenbihl, Erhard F. Freitag und andere beriefen sich auf Murphy.
Kritisiert wurde Murphys Ansatz als „zwanghaft aufgesetztes positives Denken“ unter anderem von Günter Scheich. Dabei wurde Murphy vorgeworfen, eine „Illusion der Wissenschaftlichkeit“ aufrechtzuerhalten.

## Werke (Auswahl)
- Das Erfolgsbuch. Ullstein, (The Best of Joseph Murphy – Programming your subconcious Mind for Success) ISBN 978-3-548-74433-9.
- Das Wunder Ihres Geistes. ISBN 978-3-442-21726-7.
- Dein Recht auf Glück: Der Triumph des positiven Denkens. ISBN 978-3-548-74237-3.
- Der Weg zu innerem und äußerem Reichtum. Goldmann, ISBN 978-3-442-11767-3.
- Die Gesetze des Denkens und Glaubens. ISBN 978-3-7205-4006-3.
- Die Kraft Ihrer Gedanken. Gondrom, 1999, ISBN 3-8112-1278-8.
- Die Macht Ihres Unterbewußtseins (The Power of Your Subconscious Mind), ISBN 978-3-426-78107-4.
- Die unendliche Quelle Ihrer Kraft: ein Schlüsselbuch positiven Denkens. Goldmann, ISBN 978-3-442-21727-4.
- Die Wahrheiten für ein perfektes Leben. (Great Bible truth for Human Problems), ISBN 978-3-548-74297-7.
- Energie aus dem Kosmos: Ihre unversiegbare Quelle der Kraft. (The Cosmic Energizer: Miracle Power of the Universe), ISBN 978-3-7205-1157-5.
- Finde Dein höheres Selbst. Leben dein wahres ich. (Die esoterische Bedeutung der Psalmen). ISBN 978-3-8112-1277-0.
- Tele-Psi. Die Macht ihrer Gedanken. Heyne, ISBN 978-3-453-03002-2.
- Werde reich und glücklich: Entdecke deine unendlichen Kräfte.
- Die Macht des positiven Denkens. ISBN 978-3-426-78107-4.
- Wie uns die Liebe heilt. (Love is Freedom) Ullstein, ISBN 978-3-548-74439-1.
- Das Super Bewusst Sein. (Within You is Power) Ullstein, ISBN 978-3-548-74310-3.
- ASW – Ihre außersinnliche Kraft. (Psychic Perception), Ullstein, ISBN 978-3-548-74309-7.
- Wahrheiten, die Ihr Leben verändern. Ariston, ISBN 978-3-7205-1330-2.
- Das I-Ging-Orakel Ihres Unterbewußtseins. Ariston, ISBN 3-7205-1203-7.
- Die Macht der Suggestion-Wie Sie Ihre Vorstellungskraft entwickeln. Ullstein, ISBN 978-3-548-74296-0.
- Das Super-Bewusstsein / Die Kunst, das Unmögliche möglich zu machen. Heyne, ISBN 3-453-03766-9.